# Гладышев, Михаил Владимирович
Михаил Владимирович Гладышев (род. 17 ноября 1983 года в г. Горький) — российский игрок в настольный теннис. Чемпион России 2010 года в одиночном разряде. Мастер спорта России. Тренер МГФСО Москва.
В настольный теннис начал играть в возрасте 8 лет. Первый тренер — А. С. Кабанов. Звание мастера спорта присвоено в 16 лет. Самой высокой позицией в мировом рейтинге ITTF было 216-е место в ноябре 2010 года.

## Спортивные достижения
- Михаил Гладышев является чемпионом России 2010 года в одиночном разряде[5].
- В 2010 году Михаил Гладышев в паре с  с французом Абдель-Кадером Салифу стал серебряным призёром египетского этапа Про-тура по настольному теннису[6].
- Чемпион Европы по настольному теннису среди студентов 2010 года[7].
- Чемпион России среди студентов сезона 2007-2008 гг[2].